# Batalha de Esquiroz
A Batalha de Esquiroz (chamada pelos espanhóis de Batalha de Noáin) foi o segundo conflito da chamada Guerra Italiana de 1521-1526, e considerada pela História da Espanha como o principal combate da Conquista de Navarra por parte das Coroas de Castela e Aragão, já unificadas. Nela se enfrentaram as tropas do exército navarro com apoio secreto dos franceses, que tinha reconquistado Navarra ao exército Imperial, sendo nesta batalha derrotados, acabando com as possibilidades de Henrique II de Navarra em recuperar seu território.

## Antecedentes
Depois da conquista de Navarra por Fernando, o Católico, em 1512 e posterior anexação da Coroa de Castela, em 1515, foram feitas três tentativas de recuperar o reino por parte dos Reis. Em 1521, na terceira ocasião, reinando Henrique II de Navarra, dito "o Sanguinário", intentou aproveitar-se da sublevação das Comunidades contra Carlos I, imaginando que naquele momento o poderoso exército castelhano não poderia reagir.
As operações foram supridas e financiadas pelos franceses, que negavam toda responsabilidade, em virtude das disputas entre Carlos I e o rei francês Francisco I pela sucessão de Maximiliano I à frente do Sacro Império Romano-Germânico, os franceses viram-se forçados a aceitar a intermediação de Henrique VIII que, visando manter a paz na Europa, ameaçara intervir contra quem primeiro interrompesse a paz.
Para lá enviou Henrique II um exército, que entrou pelo norte, ao comando do General Asparrós, contando com 12 000 soldados, 800 lanças e 29 peças de artilharia. Além disso foi produzido um levante da população de várias cidades, como Pamplona, Estella, Tafalla e Tudela, logrando expulsar os castelhanos de toda Navarra.
Uma vez reconquistada Navarra, Asparrós dirigiu-se até Logroño, já fora do reino, sitiando-a. Enquanto isso, Castela se reorganizou com três corpos de exército. A 11 de junho partiram até chegarem, no dia 30, à esplanada conhecida por Salinas de Pamplona, onde decorreu a batalha.

## Desenvolvimento da batalha
Salinas de Pamplona é uma grande planície perto de Noáin e de Pamplona. As tropas castelhanas estavam formadas por mais de 30 mil homens sob comando do condestável Iñigo Fernández de Velasco, co-regente da Coroa de Castela, do Duque de Nájera, vice-rei de Navarra.
As tropas do exército Imperial foram recrutadas da seguinte forma: uns 7 mil homens do Condestável de Castela; 5 mil dos territórios de Vizcaya, Álava e Guipúzcoa - estes últimos depois da derrota dos vizinhos sublevados por parte de Ignácio de Loyola; uns 4 mil arregimentados pelo Conde de Lerín; entre mil e mil e duzentos soldados de várias cidades como Segóvia, Valladolid, Palência, Burgos, Salamanca e Toro; 800 por Medina del Campo, 500 de Ávila, e em números menores por outras cidades. Além dessas havia as tropas enviadas pelos membros da nobreza. Em muitos casos o recrutamento foi realizado entre os vencidos da Guerra das Comunidades
As tropas franco-navarras, muito inferiores numericamente (estimadas entre 8 e 10 mil homens), eram capitaneadas pelo francês Andrés de Foix, senhor de Asparrós. Cometeu vários erros, como o de não aguardar os reforços que poderiam ser enviados, uns 6 mil homens de Pamplona e arredores, e outros 2 mil de Tafalla. Tomou a iniciativa, atacando no começo da tarde (as versões variam entre 14 e 17:30 horas), surpreendendo aos castelhanos e infligiu-lhes inicialmente um severo revés. Começou, assim, a batalha, com o domínio dos navarro-gascões, varrendo com sua artilharia os prados em que se encontravam os espanhóis de Castela - mas o Almirante e Duque Henrique, com sua cavalaria, dominou o combate, atravessando com celeridade a serra de Erreniega e caindo sobre o flanco e a retaguarda inimiga. A infantaria decidiu o resto da batalha.
A batalha foi grande e sangrenta. Os navarros tiveram que render-se, após sofrerem mais de 5 mil baixas e ser feito prisioneiro o próprio de Foix, que foi ferido e ficando cego. Mais tarde foi libertado pelo Imperador, mediante pagamento de resgate. Graças a ela puderam os castelhanos se apoderar de todas as praças, que não mais resistiram.
Alguns dos sobreviventes navarros se reorganizaram na Baixa Navarra num exército mais modesto, tomando o vale Baztán-Bidasoa, o Castelo de Maya e a cidade de Fuentarrabía, onde se produziram as últimas resistências militares na conquista da Alta Navarra.

## Monumento
Num cerro sobre a planície onde se deram os combates foi erguido um monumento em memória dessa batalha, realizado por Joxe Ulibarrena em 1996.